# روسلان تشاجايف
روسلان تشاجايف (بالأوزبكية: Ruslan Chagayev) مواليد 19 أكتوبر 1978 في أنديجان، الجمهورية الأوزبكية السوفيتية الاشتراكية، الاتحاد السوفيتي، هو ملاكم أوزبكستاني يصنف ضمن فئة الوزن الثقيل. حقق بطولة رابطة الملاكمة العالمية. شارك في دورة الألعاب الأولمبية الصيفية.

## إحصائيات
خاض خلال مسيرته 37 نزالا، فاز في 34 وتعادل في 1 وخسر في 2. فاز بالضربة القاضية في 21 نزالا.

## وصلات خارجية
- روسلان تشاجايف على موقع بوكس ريك (الإنجليزية) (registration required)
- روسلان تشاجايف على موقع أوليمبيديا (الإنجليزية)

- الموقع الرسمي